# Miroslav König
Miroslav König (Nitra, 1 juni 1972) is een voormalig voetbaldoelman uit Slowakije.

## Clubcarrière
Hij speelde profvoetbal in onder meer Slowakije, Zwitserland, Turkije en Griekenland gedurende zijn carrière. König beëindigde zijn loopbaan aan het einde van het seizoen 2007-2008 op 36-jarige leeftijd.

## Interlandcarrière
König speelde in totaal 45 keer voor het Slowaakse nationale elftal in de periode 1997-2004. Hij maakte zijn debuut voor de nationale ploeg op 2 februari 1997 in het vriendschappelijke duel in Cochabamba tegen Bolivia. Slowakije won dat duel met 1-0 door een doelpunt van Jozef Kožlej. Ook middenvelder Igor Demo (Slovan Bratislava) en verdediger Marek Špilár (FC Kosice) maakten in die wedstrijd hun debuut voor Slowakije. Zijn voornaamste concurrenten in de beginjaren waren Ladislav Molnár en Alexander Vencel.

## Erelijst
Slovan Bratislava
- Slowaaks landskampioen

1995, 1996, 1999
- Slowaaks bekerwinnaar

1997, 1999